# Zdeňka Honsová
Zdeňka Honsová, née le 3 juillet 1927 à Jihlava (Tchécoslovaquie) et morte le 16 mai 1994, est une gymnaste artistique tchécoslovaque. 

## Biographie
Aux Jeux olympiques de 1948 à Londres, elle remporte la médaille d'or en concours général par équipes.